# Samatya

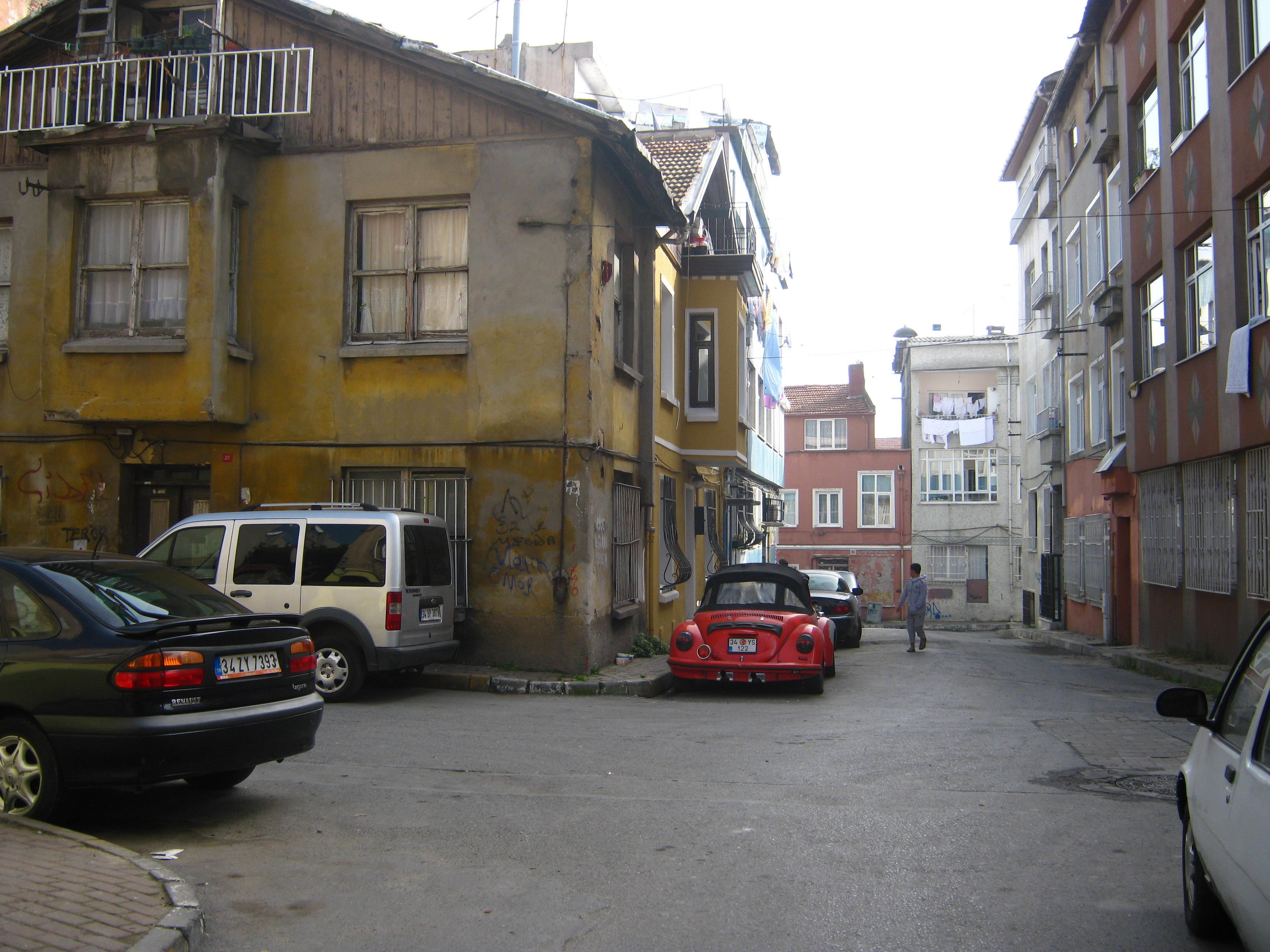
Una strada di Samatya

Samatya (in greco Ψαμάθεια?, Psamatheia) è un quartiere del distretto di Fatih a Istanbul. si trova sul mar di Marmara, e confina ad ovest con Yedikule ("Castello delle sette torri").

## Origine del nome
Il nome ha avuto origine dal greco Ψαμάθιον (pr. Psamathion), che significa "sabbioso", a causa della grande quantità di sabbia presente sulle sue coste che danno sul mare.

## Storia
Intorno al 383 venne stabilita a Costantinopoli, a Psamatheia, la prima comunità monastica fuori dalle mura della città.

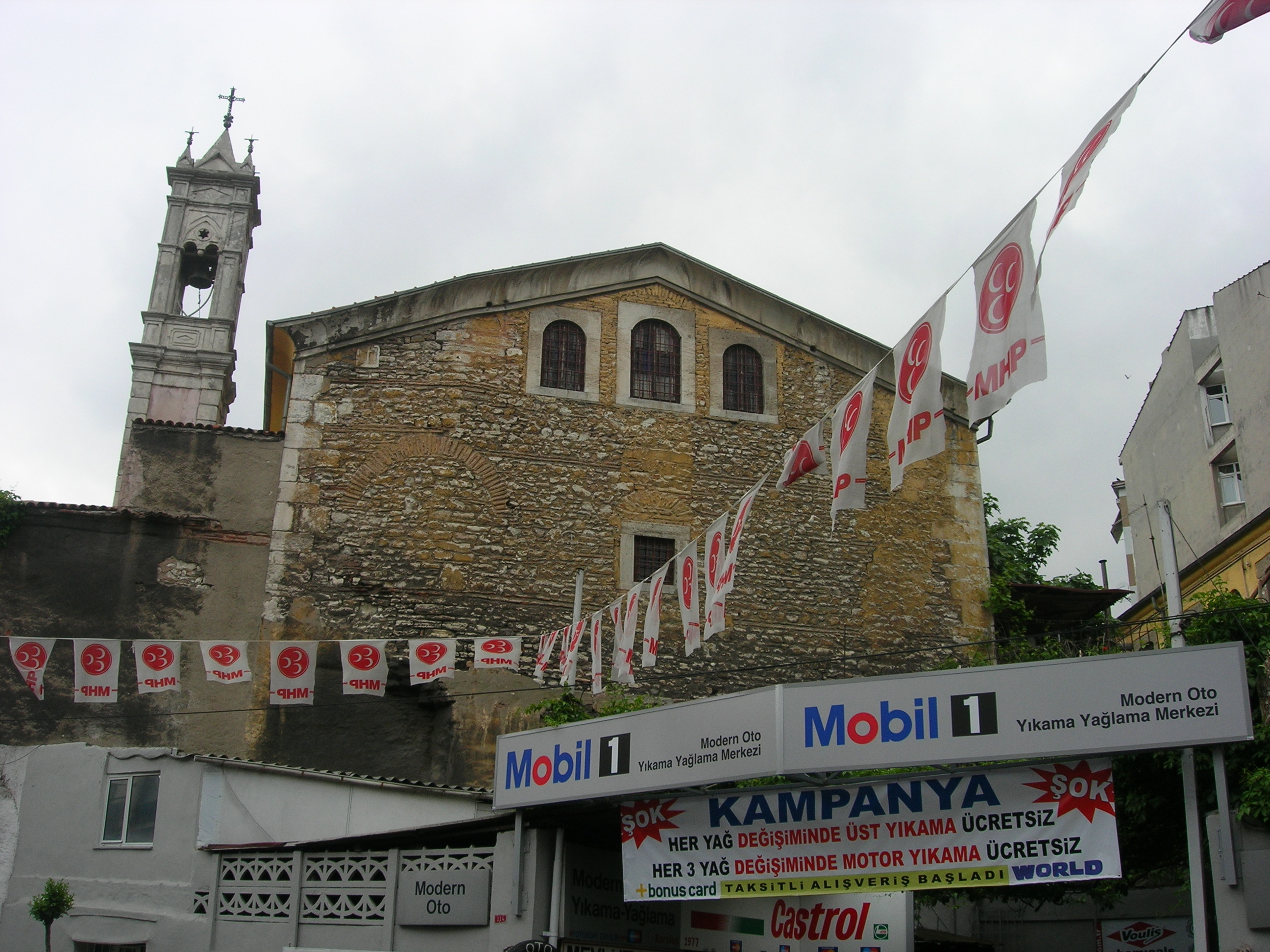
Chiesa di san Mena di Samatya.

Fino a tempi recenti, Samatya era per lo più abitata da armeni, che si erano stabiliti qui nel 1458 per concessione del sultano Mehmet II, e che possedevano la chiesa di San Giorgio di Samatya, chiamata anche Sulu Manastiri (monastero dell'acqua) – anticamente una chiesa ortodossa esistente da prima della caduta di Costantinopoli, ed appartenente ad una comunità greca, che possedeva anche le chiese dell'Ascensione di Cristo (Hristos Analipsis) e di San Mena (Haghios Menas).
La zona venne distrutta nel 1782 da uno dei peggiori incendi che abbiano mai colpito Istanbul.

## Etnie e minoranze straniere
Oggi gli armeni hanno lasciato Samatya per trasferirsi in altre zone di Istanbul. Il loro posto è stato preso da gente proveniente dalle regioni di sud-est della Turchia.

## Infrastrutture e trasporti
A Samatya si trova un grande ospedale pubblico, l'İstanbul Eğitim ve Araştırma Hastanesi.

### Mobilità urbana
Samatya ha una stazione ("Kocamustafapaşa") sulla linea T6 Sirkeci-Kazlıçeşme.

## Economia
Nel quartiere è presente uno dei più caratteristici mercati ittici di Istanbul, sito proprio di fronte alla stazione.